# Campionati europei di ciclismo su strada 2021 - Gara in linea maschile Under-23
La gara in linea maschile Under-23 dei Campionati europei di ciclismo su strada 2021, ventisettesima edizione della prova, si disputò l'11 settembre 2021 su un percorso totale di 133,6 km con partenza ed arrivo a Trento, in Italia. La medaglia d'oro fu appannaggio del belga Thibau Nys, il quale completò il percorso con il tempo di 3h03'57"; l'argento andò all'italiano Filippo Baroncini e il bronzo allo spagnolo Juan Ayuso.
Sul traguardo di Trento 67 ciclisti dei 148 alla partenza portarono a termine la corsa.

## Ordine d'arrivo (Top 10)
| Pos. | Corridore           | Squadra     | Tempo    |
| ---- | ------------------- | ----------- | -------- |
| 1    | Thibau Nys          | Belgio      | 3h06'57" |
| 2    | Filippo Baroncini   | Italia      | s.t      |
| 3    | Juan Ayuso          | Spagna      | s.t      |
| 4    | Erik Fetter         | Ungheria    | s.t.     |
| 5    | Lennert van Eetvelt | Belgio      | s.t.     |
| 6    | Filippo Zana        | Italia      | s.t      |
| 7    | Louis Barré         | Francia     | a 4"     |
| 8    | Marijn van den Berg | Paesi Bassi | a 19"    |
| 9    | Jakub Ťoupalík      | Rep. Ceca   | s.t.     |
| 10   | Tobias Bayer        | Austria     | s.t.     |